# Helvibis longistyla
Helvibis longistyla là một loài nhện trong họ Theridiidae.
Loài này thuộc chi Helvibis. Helvibis longistyla được Frederick Octavius Pickard-Cambridge miêu tả năm 1902.